# Кала (Мејн)
Кала (енгл. Calais) град је у америчкој савезној држави Мејн.

## Демографија
По попису из 2010. године број становника је 3.123, што је 324 (-9,4%) становника мање него 2000. године.
| Група             | 2000.         | 2010.         |
| Белци             | 3.330 (96,6%) | 2.955 (94,6%) |
| Афроамериканци    | 12 (0,3%)     | 17 (0,5%)     |
| Азијати           | 24 (0,7%)     | 19 (0,6%)     |
| Хиспаноамериканци | 25 (0,7%)     | 45 (1,4%)     |
| Укупно            | 3.447         | 3.123         |